# Surinam en los Juegos Paralímpicos de Pekín 2008
Surinam estuvo representado en los Juegos Paralímpicos de Pekín 2008 por un deportista masculino. El equipo paralímpico surinamés no obtuvo ninguna medalla en estos Juegos.